# 前田昭博
前田 昭博（まえた あきひろ、昭和29年（1954年）5月1日 - ）は、鳥取県出身の陶芸家、白磁作家。日本工芸会正会員。

## 略歴
- 1954年　鳥取県八頭郡河原町本鹿（現鳥取市河原町本鹿）に生まれる。
- 1977年　大阪芸術大学工芸科陶芸専攻卒業。
- 1991年　第11回日本陶芸展「毎日新聞社賞」受賞。
- 1993年　第48回新匠工芸展「富本賞」受賞
- 1999年　「日本の工芸（今）100選」展招待出品「パリ」
- 1999年　鳥取市文化賞受賞
- 2000年　第47回日本伝統工芸展「朝日新聞社賞」受賞
- 2003年　20回記念田部美術館大賞「茶の湯の造形」展大賞受賞
- 2003年　第2回京畿道世界陶磁ピエンナーレ銅賞受賞「韓国」
- 2003年　第50回日本伝統工芸展「第50回展記念賞」受賞
- 2004年　日本陶磁協会賞受賞
- 2005年　第60回新匠工芸展「60回記念大賞」受賞
- 2007年　紫綬褒章受章
- 2010年　鳥取県文化功労賞受賞
- 2012年　鳥取県指定無形文化財（陶芸）認定
- 2013年　国の重要無形文化財「白磁」保持者に認定（人間国宝）
- 2024年　旭日小綬章受章[2]